# Sweet Home Alabama (nummer)
Sweet Home Alabama is een single van de Amerikaanse southern rockband Lynyrd Skynyrd van het album Second Helping uit 1974. Het is uitgegroeid tot een van de meest herkenbare rocknummers aller tijden en samen met "Free Bird" het bekendste nummer van Lynyrd Skynyrd.

## Compositie
Gitarist Ed King werd geïnspireerd door een riff van Allen Collins, een van de andere gitaristen. Na een droom van King werd het nummer verder uitgewerkt met de bekende gitaarsolo's en het meezingrefrein.
De tekst werd geschreven door Ed King, Gary Rossington en Ronnie Van Zant. Het was een reactie op Neil Youngs Southern man en Alabama, twee liedjes met negatieve kritiek over het zuiden van de Verenigde Staten. De tekst luidt onder meer:
Well I heard mister Young sing about her, I heard ole' Neil put her down, well I hope Neil Young will remember, a Southern man don't need him around, anyhow.
Dit was niet al te kwaad bedoeld, aangezien zowel Neil Young en Lynyrd Skynyrd fan van elkaar waren en vaak shirts van elkaar droegen tijdens optredens. Van Zant noemde hierover:
We wrote Sweet Home Alabama as a joke. We didn't even think about it. The words just came out that way. We just laughed like hell and said, 'Ain't that funny.' We love Neil Young. We love his music.
Ook de democratische gouverneur George Wallace krijgt kritiek in dit nummer en het Watergateschandaal wordt genoemd.
Op het begin wordt er afgeteld door Ed King. Even later zegt zanger Ronnie Van Zant 'Turn it up'. Hoewel dit niet bedoeld was om op het album te komen, lieten ze het er toch op staan omdat het er goed bij klonk. Na ongeveer 57 seconden, direct na de zin I heard Mister Young sing about her hoort men iemand in het linker kanaal zachtjes Southern Man zingen.

## NPO Radio 2 Top 2000
| Nummer met noteringen in de NPO Radio 2 Top 2000 | '99 | '00 | '01 | '02 | '03 | '04 | '05 | '06 | '07 | '08 | '09 | '10 | '11 | '12 | '13 | '14 | '15 | '16 | '17 | '18 | '19 | '20 | '21 | '22 | '23 | '24 |
| ------------------------------------------------ | --- | --- | --- | --- | --- | --- | --- | --- | --- | --- | --- | --- | --- | --- | --- | --- | --- | --- | --- | --- | --- | --- | --- | --- | --- | --- |
| Sweet Home Alabama                               | 405 | 453 | 329 | 355 | 270 | 256 | 237 | 376 | 428 | 323 | 268 | 354 | 377 | 441 | 344 | 422 | 415 | 401 | 381 | 284 | 409 | 414 | 497 | 617 | 682 | 755 |

1. ↑  Een vetgedrukt getal geeft de hoogste notering aan.

## Trivia
- "Sweet Home Alabama" was een grote inspiratie van Kid Rocks hit "All Summer Long".
- "Sweet Home Alabama" maakt deel uit van de Guitar Hero: World Tour-soundtrack.

- Gemeinsame Normdatei: 7863258-4
- MusicBrainz work: 39fba9bc-c614-3bb7-874f-f46b320ab54d
- Virtual International Authority File: 238837176